# Hubal
Hubal é um antigo deus de Oriente Médio, adorado pelos árabes pré-islâmicos, associado com o deus semita Baal e com Adônis ou Tammuz, os deuses da Primavera, a fertilidade, a agricultura e a abundância. Seu culto foi introduzido por 'Amr,  filho de Luhay, a quem é atribuído o deslocamento para Meca do grande ídolo. O ídolo de Hubal erguia-se junto ao poço sagrado no interior da Morada Sagrada. Era de safira vermelha; teve um braço roto até que a tribo dos kuraischitas, que o considerava um dos seus deuses maiores, pôs-lhe outro de ouro maciço. 